# Pseudoleskeella nervosa
Pseudoleskeella nervosa là một loài Rêu trong họ Leskeaceae. Loài này được (Brid.) Nyholm miêu tả khoa học đầu tiên năm 1969.

## Hình ảnh

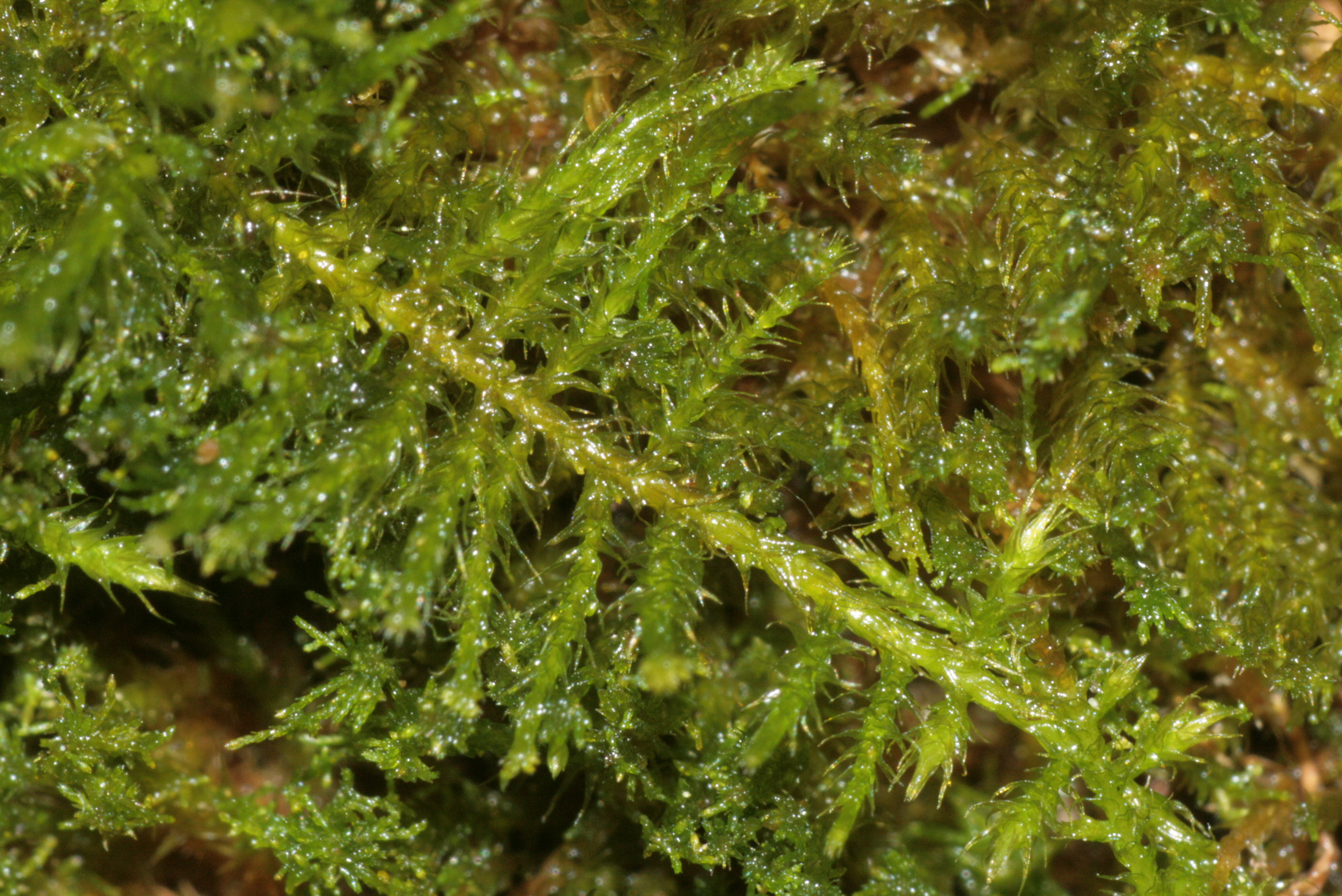
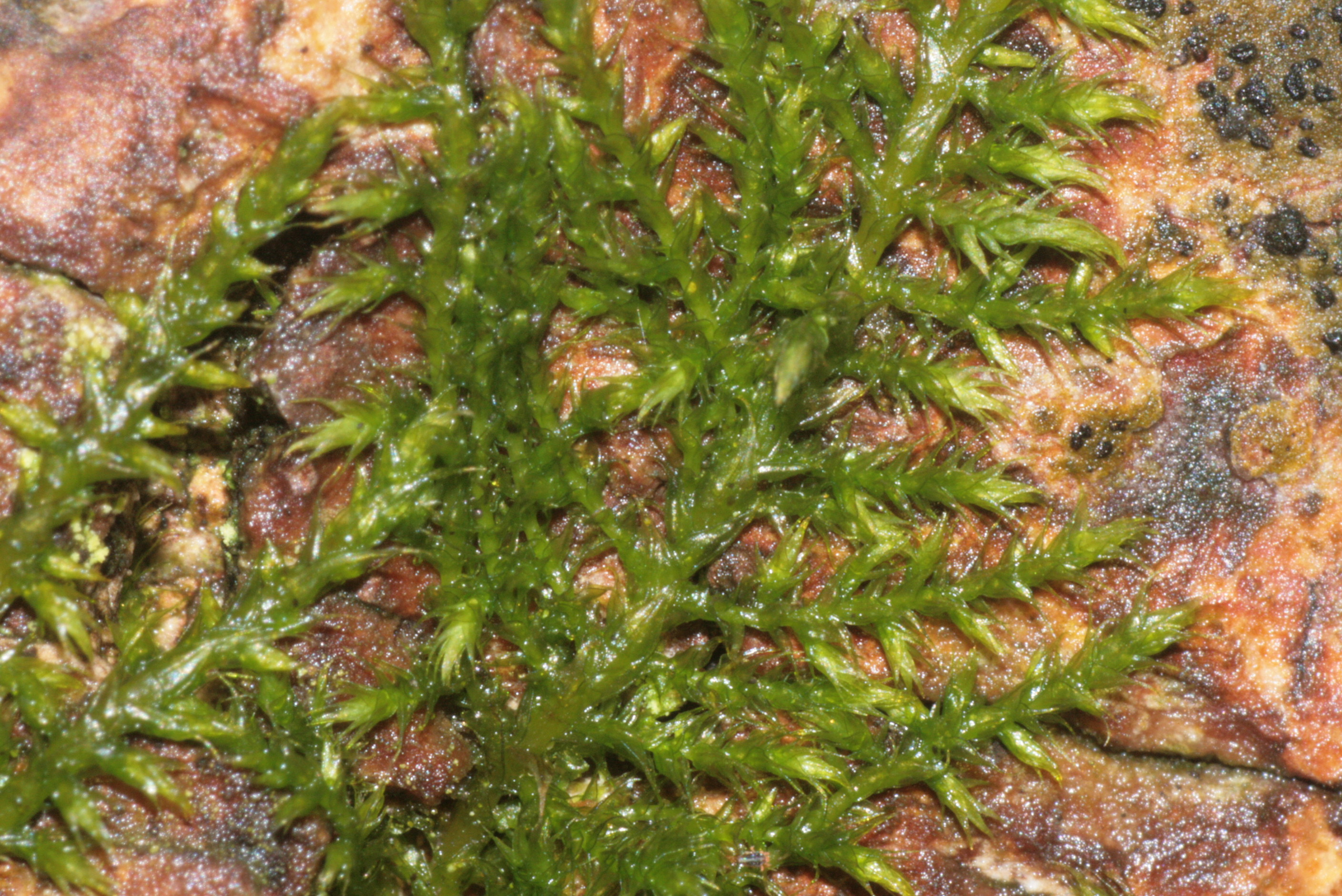
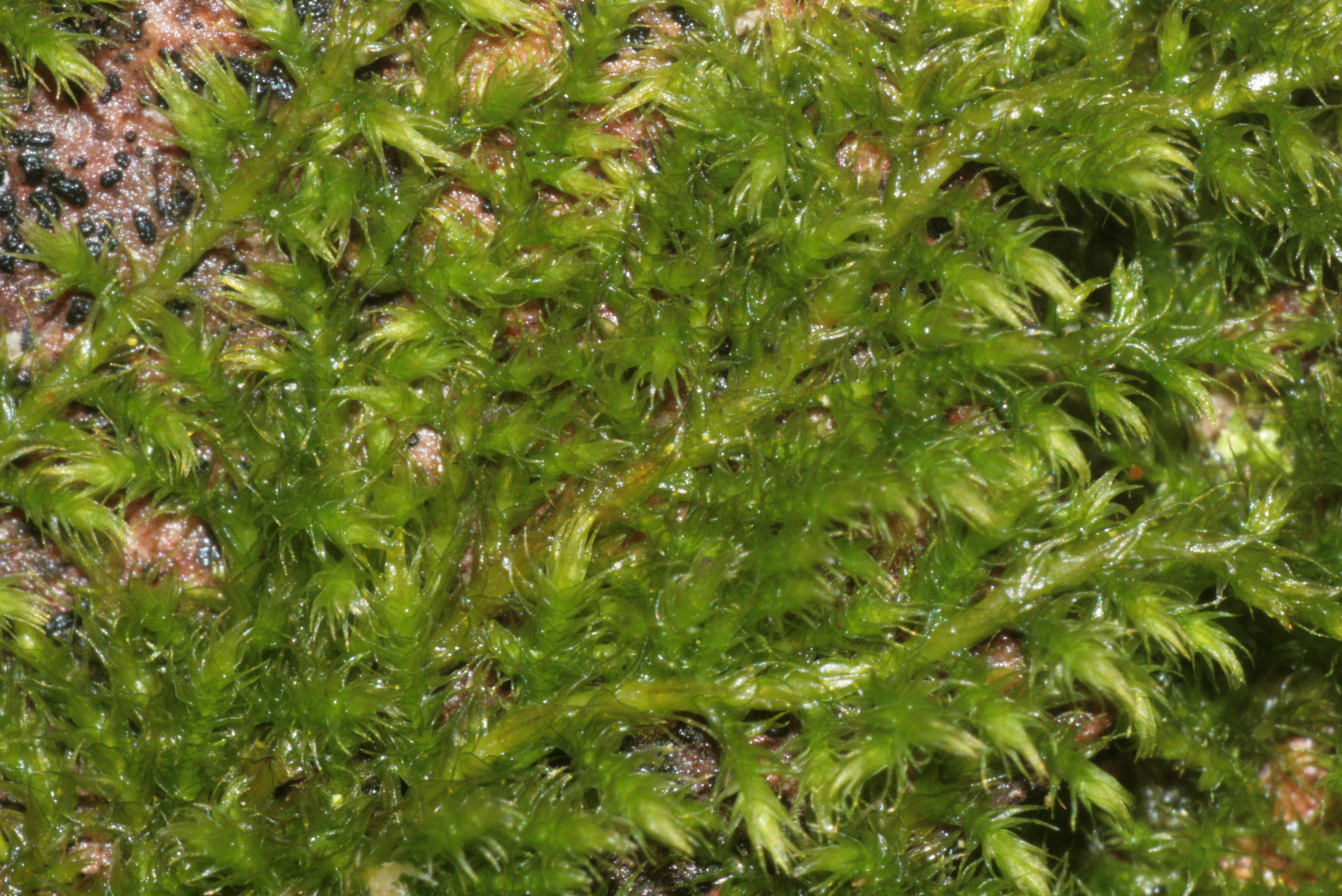
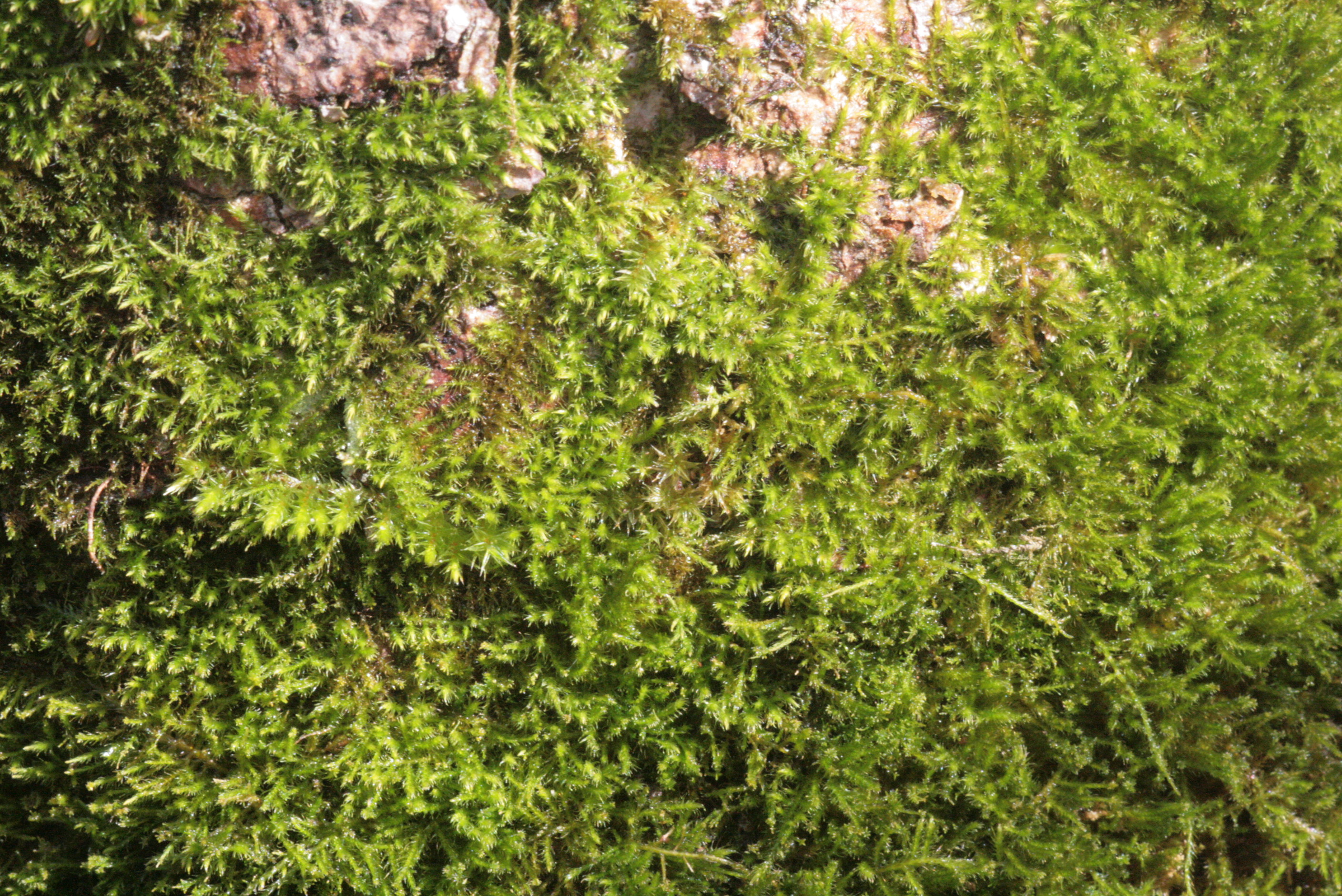